# The Choice (film 1918)
The Choice è un cortometraggio muto del 1918 interpretato da Alice Joyce. La regia non è firmata. Prodotto dalla Vitagraph Company of America, venne distribuito in sala nell'ottobre del 1918 per propagandare la raccolta fondi dei buoni di guerra.

## Trama
Invece di comperarsi dei bei vestiti nuovi, una ragazza investe il suo denaro nei buoni di guerra.

## Produzione
Il film fu prodotto dalla Vitagraph Company of America per il Liberty Loan Committee.

## Distribuzione
Distribuito dalla Vitagraph Company of America, il film - un cortometraggio in una bobina - uscì nelle sale cinematografiche statunitensi nell'ottobre 1918.